# Evenwichtsdiepte
De evenwichtsdiepte van een waterloop is de diepte die ontstaat als het water er met een constante snelheid doorheen loopt. Deze waterdiepte hangt af van het debiet (de afvoer), het verhang en de ruwheid van de bodem. Met de wet van Chézy of de Manning-formule kan de theoretische evenwichtsdiepte berekend worden. In Nederland is de formule van Chézy gebruikelijk.

## Berekening
De formule van Chézy is:
{\displaystyle v=C\cdot {\sqrt {R\cdot i}}}
Daarin is:
{\displaystyle v} de gemiddelde snelheid [m/s]
{\displaystyle C} de coëfficiënt van Chézy [m½/s]
{\displaystyle R} de hydraulische straal van een leiding [m]; bij een kanaal of rivier is {\displaystyle R} gelijk aan de waterdiepte.
{\displaystyle i} het verhang van de energielijn [-]
Het verhang van de energielijn is voor een normale rivier het verschil tussen de waterstand aan het begin en aan het eind van het riviervak gedeeld door de lengte van dat vak.
De gemiddelde snelheid is het debiet {\displaystyle Q} gedeeld door het stroomvoerend oppervlak (dwarsdoorsnede: diepte × breedte {\displaystyle b}); voor een brede watergang is de hydraulische straal gelijk aan de waterdiepte. Omgewerkt geeft dit voor de evenwichtsdiepte:
{\displaystyle h=v^{2}/{(C^{2}\cdot i)}}
oftewel:
{\displaystyle h={\frac {Q^{2/3}}{b^{2/3}\cdot C^{2/3}\cdot i^{1/3}}}}
De ruwheid {\displaystyle C} kan voor regelmatige watergangen (irigatiekanalen, buizen, duikers) benaderd worden met de formule van Colebrook-White, en is voor rivieren ongeveer 50 [m½/s].  Voor natuurijke waterlopen is exacte berekening van de ruwheid niet mogelijk, voor verder details zie het lemma Wet van Chézy. 

### Voorbeeld
Op een zomerse dag is de waterstand van de Waal in Nijmegen 6,04 m boven NAP en op datzelfde moment bij Dodewaard 4,48 m, een verschil van 2,56 m. De afstand is 13,5 km, het verhang is dus 2,56/13500 = 1,5 × 10-4. De afvoer op dat moment is 1140 m3/s. De stroomvoerende breedte is bij Dodewaard 250 m (bij laag water in de zomer). Dit ingevuld in bovenstaande formule geeft voor de evenwichtsdiepte:
{\displaystyle h=1140^{2/3}/{[250^{2/3}\cdot 50^{2/3}\cdot (1,5\cdot 10^{-4})^{1/3}]}=3,8m}
Er is dus een diepgang van minder dan vier meter beschikbaar, dat is niet overdreven veel.

## Veranderen van diepte

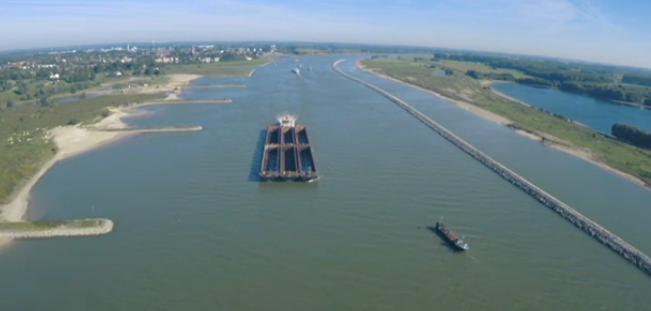
Langs- en dwarskribben in de Waal

Als men een rivier dieper willen maken dan zal alleen uitbaggeren niet helpen, want daar verandert de evenwichtsdiepte niet door. Omdat er in een natuurlijke rivier ook zand over de bodem getransporteerd wordt, zal het uitgebaggerde vak snel aanzanden tot de evenwichtsdiepte weer bereikt is. Als de vaardiepte van de rivier groter moet worden, dan moet de evenwichtsdiepte groter worden. De afvoer kan niet veranderd worden, verandering van het verhang is ook geen optie, dus blijven als te veranderen parameters over de ruwheid en de breedte.
In theorie is het mogelijk de bodem uit te graven en vol te storten met grote rotsblokken om hem veel ruwer te maken, maar dit is praktisch niet uit te voeren. Blijft dus als mogelijkheid om de stroomgeul te versmallen. Een versmalling van 250 naar 200 meter geeft een evenwichtsdiepte van 4,4 meter. De schepen kunnen dan dieper steken, maar de vaargeul wordt dan wel erg smal voor scheepvaart in twee richtingen. In het verleden zijn vaargeulen versmald tot zo'n 250 meter, veel smaller is niet praktisch. Voor versmalling worden vaak kribben aangelegd, met als voordeel dat deze bij grote rivierafvoer overstromen en dan een breed stroomprofiel geven om zo het vele water makkelijk af te voeren. Een andere methode is versmallen door een langsdam (zie rechts op de foto); dit is wat duurder, maar heeft milieu- en morfologische voordelen.